# Yoon Bo-mi
Dans ce nom coréen, le nom de famille, Yoon, précède le nom personnel.
Yoon Bo-mi (윤보미), également connue sous le nom Bomi (보미), née le 13 août 1993 à Suwon, est une chanteuse, danseuse et actrice sud-coréenne. Elle fait partie du groupe Apink.

## Biographie
Elle intègre le groupe Apink en 2011. Elle fait partie de la sous-unité Apink BnN avec Kim Nam-joo et la sous-unité Apink CHOBOM avec Park Cho-rong.Elle est apparue dans le drame "Because This is My First Life" (2017) et dans "Queen of Tears" (2024).

## Comédies musicales
- Wonder Ticket (2022)

## Filmographie

### Séries télévisées
- 2012 : Reply 1997 : Moon Jung-mi	(caméo, épisode 9)
- 2017 : Because This Is My First Life : Yoon Bo-mi
- 2019 : Farming Academy : Kang Han-byul
- 2020 : Please Don't Date Him : Moon Ye-seul
- 2024 : Queen of Tears : Na Chae-yeon

### Web-séries
- 2015 : Love Detective Sherlock K : Yoo-na
- 2020 : Oppa Will Date Instead : Oh Min-joo